# سیارک ۴۴۶۴
سیارک ۴۴۶۴ (به انگلیسی: 4464 Vulcano، نامگذاری:1966TE) چهار هزار و چهارصد و شصت و چهارمین سیارک کشف شده‌است که در ۱۱ اکتبر ۱۹۶۶ کشف شد.
قدر مطلق سیارک برابر ۱۳٫۹۰ است.